# Erioptera beebeana
Erioptera beebeana är en tvåvingeart som beskrevs av Alexander 1950. Erioptera beebeana ingår i släktet Erioptera och familjen småharkrankar.
Artens utbredningsområde är Venezuela. Inga underarter finns listade i Catalogue of Life.